# Scott Neal
Scott Neal (Islington, 10 juni 1978) is een Engels acteur.

## Carrière
In 1989 begon Neal met acteerlessen aan de Anna Scher Theatre School in Islington. In 1991 maakte hij zijn debuut op televisie in de Channel 4-serie The Listening. Daarnaast heeft hij enkele gastrollen gespeeld in verschillende Britse series, waaronder Prime Suspect, Bramwell en in 2008 in Emmerdale Farm.
In 1996 verscheen Neal voor de eerste keer in de ITV-dramareeks The Bill als Ryan Keating. In 1997 kreeg hij een vaste rol in de serie, ditmaal als PC Luke Ashton, een agent die worstelt met zijn seksuele geaardheid. In 1999 verliet hij de serie, maar nam in 2002 terug de rol van PC Ashton op zich. In aflevering 37, uitgezonden op 22 augustus 2002, kusten PC Ashton en Sgt. Craig Gilmore, gespeeld door Hywel Simons, elkaar. Dit was de eerste kus tussen 2 mannelijke geüniformeerde politieagenten op de Britse televisie. Hieromtrent kreeg ITV niet minder dan 160 klachten. Neal en Simons moesten deze scène drie keer opnieuw doen.
In 1996 werd Neal bekend bij het grote publiek door de film Beautiful Thing, een film over een homoseksuele relatie tussen twee tieners. Hij vertolkte de rol van Ste Pearce, een mishandelde tiener die verliefd wordt op zijn impopulaire buurjongen, Jamie. In 2002 speelde Neal de mannelijke hoofdrol in The Wonderland Experience, namelijk die van Charlie. De film werd geregisseerd door Ben Hardyment en opgenomen op een locatie in het zuiden van India. In 2006 vertolkte hij de rol van Max in de komische film Tug of War.